# Форначе ди Сарна (Равена)
Форначе ди Сарна је насеље у Италији у округу Равена, региону Емилија-Ромања.
Према процени из 2011. у насељу је живело 24 становника. Насеље се налази на надморској висини од 41 м.